# Lê Văn Thành (chính khách)
Lê Văn Thành (20 tháng 10 năm 1962 – 22 tháng 8 năm 2023) là một chính trị gia Việt Nam. Ông nguyên là Ủy viên Ban Chấp hành Trung ương Đảng khóa XIII, Phó Thủ tướng Chính phủ Việt Nam, Phó Trưởng ban Chỉ đạo Quốc gia phòng, chống dịch COVID-19, Đại biểu Quốc hội Việt Nam khóa XII.
Ông từng là Bí thư Thành ủy Hải Phòng từ năm 2015 đến năm 2021, Chủ tịch Hội đồng nhân dân Thành phố Hải Phòng từ năm 2016 năm 2021.

## Tiểu sử và học vấn
Lê Văn Thành sinh ngày 20 tháng 10 năm 1962 tại xã Tân Liên, huyện Vĩnh Bảo (nay là xã Vĩnh Bảo), thành phố Hải Phòng. Ông là con thứ 3 trong gia đình có 6 anh chị em, cha ông qua đời khi ông chỉ mới 10 tuổi.
Giáo dục phổ thông của ông đạt 10/10, ông học Đại học Kinh tế Quốc dân, hệ chính quy tốt nghiệp loại giỏi. Lý luận chính trị là Cao cấp. Khả năng ngoại ngữ là Anh B.

## Sự nghiệp

### Làm việc tại nhà máy xi măng Hải Phòng
Lê Văn Thành làm việc tại nhà máy xi măng Hải Phòng từ năm 1986, đến tháng 2 năm 1988, ông là cán bộ kế toán, Phó trưởng Phòng Kế toán tài chính. Ngày 24 tháng 6 năm 1997, ông gia nhập Đảng Cộng sản Việt Nam và chính thức vào Đảng ngày 24 tháng 6 năm 1998. Đến tháng 6 năm 1998, ông giữ chức Bí thư chi bộ, Trưởng phòng Kế toán tài chính, Ban Quản lý Dự án xây dựng Nhà máy Xi măng Hải Phòng mới.
Từ tháng 4 năm 2003, ông là Phó Trưởng Ban Quản lý dự án phụ trách lĩnh vực kinh tế, Chỉ huy trưởng công trình xây dựng Nhà máy Xi măng Hải Phòng mới. Tháng 7 năm 2004, Lê Văn Thành giữ chức Phó giám đốc Công ty Xi măng Hải Phòng kiêm Phó ban Ban quản lý Dự án, Chỉ huy trưởng công trình lắp đặt, chạy thử Nhà máy Xi măng Hải Phòng mới. Đến tháng 12 năm 2005, ông trở thành Ủy viên Ban Thường vụ Đảng ủy, Quyền Giám đốc Công ty Xi măng Hải Phòng. Tháng 6 năm 2006, ông là Phó bí thư Đảng ủy và đã là Giám đốc Công ty Xi măng Hải Phòng, kiêm Trưởng ban quản lý dự án Khu đô thị xi măng Hải Phòng. Năm 2007, ông Thành đã ứng cử và được bầu làm Đại biểu Quốc hội của khóa XII. Từ tháng 6 năm 2009, ông Thành là Ủy viên Thành ủy, Bí thư Đảng ủy khi còn là giám đốc của nhà máy.

### Thành phố Hải Phòng
Từ tháng 7 năm 2010, ông là Thành ủy viên, Ủy viên Ban cán sự Đảng, Phó Chủ tịch Ủy ban nhân dân thành phố Hải Phòng. Tháng 12 năm 2010, ông là Ủy viên Ban Thường vụ Thành ủy của khóa 14, Ủy viên Ban cán sự Đảng, đồng thời là đại biểu Hội đồng nhân dân thành phố khóa 14. Trong giai đoạn này ông học lớp bồi dưỡng dự nguồn cán bộ cao cấp khóa 2 do Trung ương triệu tập tại Học viện Chính trị - Hành chính Quốc gia Hồ Chí Minh từ tháng 8 năm 2013 đến tháng 12 năm 2013. Tháng 5 năm 2014, ông kiêm thêm chức Phó Bí thư Thành ủy Hải Phòng.
Chiều 8 tháng 12 năm 2014, tại kỳ họp thứ 11, Hội đồng nhân dân thành phố Hải Phòng khóa XIV đã bầu Lê Văn Thành giữ chức Chủ tịch Ủy ban nhân dân thành phố Hải Phòng.
Sáng ngày 24 tháng 10 năm 2015, Đại hội đại biểu Đảng bộ thành phố Hải Phòng lần thứ XV, nhiệm kỳ 2015-2020, đã bầu Lê Văn Thành giữ chức Bí thư Thành ủy Hải Phòng. Ngày 26 tháng 1 năm 2016, tại Đại hội đại biểu toàn quốc lần thứ XII của Đảng, ông đã được bầu làm Ủy viên Ban Chấp hành Trung ương Đảng Cộng sản Việt Nam khóa XII.
Sáng ngày 29 tháng 6 năm 2016, tại kỳ họp thứ nhất Hội đồng nhân dân Thành phố đã bầu Lê Văn Thành giữ chức Chủ tịch Hội đồng nhân dân Thành phố Hải Phòng khóa XV nhiệm kỳ 2016-2021 với số phiếu tín nhiệm tuyệt đối.
Ngày 14 tháng 10 năm 2020, Đại hội đại biểu Đảng bộ TP Hải Phòng lần thứ XVI, Hội nghị lần thứ nhất Ban chấp hành Đảng bộ thành phố Hải Phòng khóa XVI nhiệm kỳ 2020-2025 đã bầu Lê Văn Thành giữ chức Bí thư Thành ủy Hải Phòng.
Ngày 30 tháng 1 năm 2021, tại phiên bầu cử Đại hội Đảng toàn quốc lần thứ XIII, ông được bầu làm Ủy viên chính thức Ban Chấp hành Trung ương Đảng Cộng sản Việt Nam khoá XIII.
Trong giai đoạn Lê Văn Thành giữ chức Bí thư Thành ủy Hải Phòng, ngân sách của thành phố tăng lên nhanh chóng, do đó các tuyến đường giao thông kết nối nội thành và ngoại thành ở Hải Phòng được xây dựng, đồng thời ông cũng lệnh xóa hết các cây cầu treo, cầu tạm, bến phà. Kinh tế của Hải Phòng tăng gấp 2,1 lần năm 2015, tiềm lực kinh tế của thành phố được tăng cường với con số tổng thu ngân sách nội địa trong 5 năm 2016 - 2020 đạt 120,698 nghìn tỷ đồng, gấp 2,65 lần giai đoạn trước đó chỉ ở con số 45,570 nghìn tỷ. Lê Văn Thành cũng tăng giá trị quà dành cho nhóm người thuộc đối tượng chính sách xã hội, người có công từ vài trăm nghìn đồng đến 1 triệu đồng/người nâng lên 4-4,5 triệu đồng/người.

### Phó Thủ tướng Chính phủ

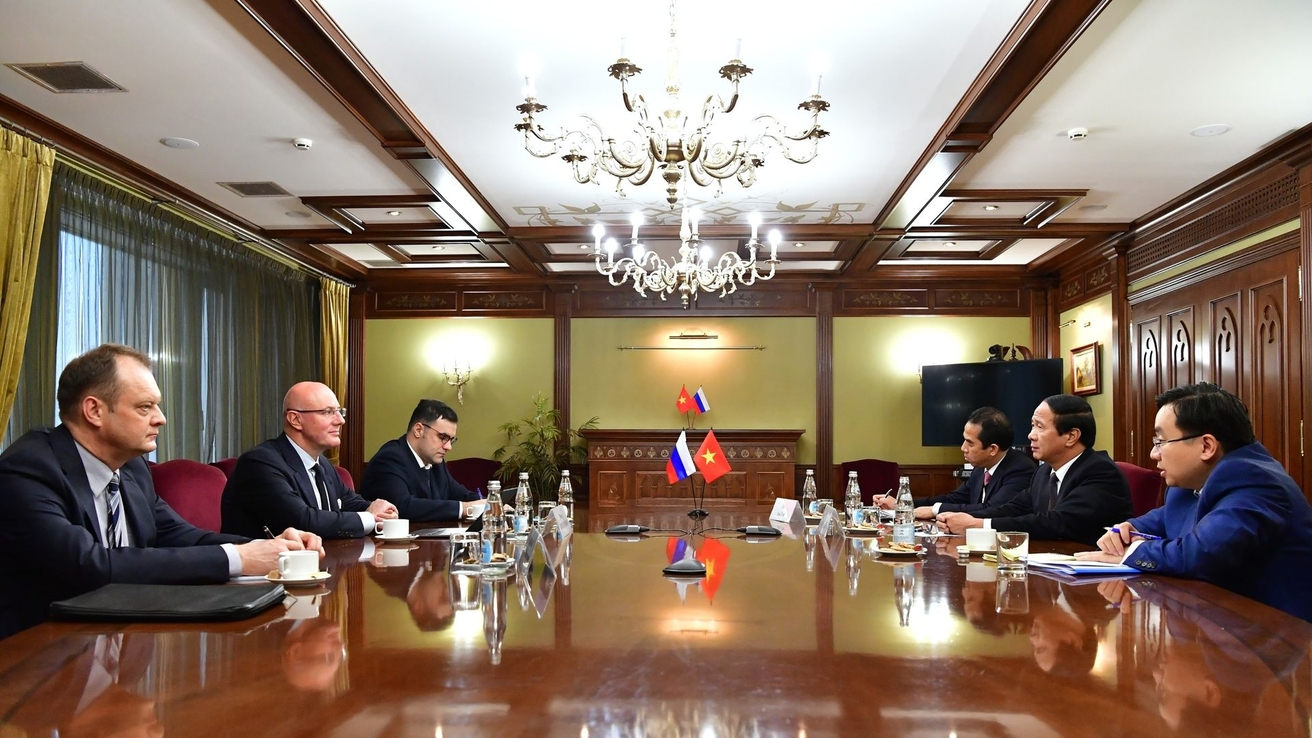
Lê Văn Thành hội đàm với Phó Thủ tướng Nga Dmitry Chernyshenko, năm 2021

Sáng ngày 8 tháng 4 năm 2021, tại kỳ họp thứ 11 ông được Quốc hội Việt Nam khóa XIV bầu làm Phó Thủ tướng Chính phủ nhiệm kỳ 2016 - 2021 theo đề nghị của Thủ tướng Phạm Minh Chính. Ngày 28 tháng 7 năm 2021, tại kỳ họp thứ nhất ông được Quốc hội Việt Nam khóa XV bầu làm Phó Thủ tướng Chính phủ nhiệm kỳ 2021 - 2026 theo đề nghị của Thủ tướng Phạm Minh Chính.
Ngày 25 tháng 8 năm 2021, ông Lê Văn Thành làm Phó Trưởng ban chỉ đạo Quốc gia phòng, chống dịch COVID-19, theo quyết định số 1438/QĐ-TTg của Thủ tướng Chính. Ngày 14 tháng 1 năm 2022, Thủ tướng Phạm Minh Chính ký Quyết định số 55/QĐ-TTg, bổ nhiệm ông Lê Văn Thành làm Chủ tịch Ủy ban Quốc gia Ứng phó sự cố, thiên tai và Tìm kiếm cứu nạn.
Ngày 21 tháng 11 năm 2022, Thủ tướng Phạm Minh Chính ra Quyết định về việc phân công chỉ đạo, giải quyết công việc trong thời gian Phó Thủ tướng Lê Văn Thành đi nước ngoài. Các nhiệm vụ của ông Thành được hai Phó Thủ tướng khác đảm nhiệm từ ngày này.

#### Vắng mặt
Ngày 16 tháng 1 năm 2023, báo chí đồng loạt đưa tin Phó Thủ tướng Chính phủ Lê Văn Thành đang vắng mặt, nên Thủ tướng Phạm Minh Chính đã phân công ba Phó Thủ tướng còn lại tạm thời đảm nhiệm các lĩnh vực mà ông Thành phụ trách. Tuy nhiên, báo chí trong nước không nói gì về nguyên nhân ông Lê Văn Thành vắng mặt, và cũng không đưa tin gì thêm về thời gian ông đã vắng mặt cho đến khi Thủ tướng Chính phủ phân công lại công việc của ông cho các Phó Thủ tướng khác. Còn các trang báo hải ngoại cho rằng ông Thành vắng mặt vì chữa bệnh.

## Qua đời và tang lễ
Theo tin từ Ban Bảo vệ, Chăm sóc sức khỏe cán bộ Trung ương, sau một thời gian lâm bệnh, mặc dù được Đảng, Nhà nước, tập thể các giáo sư, bác sĩ tận tình cứu chữa, gia đình hết lòng chăm sóc, nhưng do bệnh nặng sức yếu, ông đã từ trần vào hồi 20h20p ngày 22 tháng 8 năm 2023 tại nhà riêng số 217 phố Lạch Tray, quận Ngô Quyền, thành phố Hải Phòng. Hưởng thọ 61 tuổi.
Ban Bí thư Trung ương Đảng quyết định thành lập Ban lễ tang Nhà nước gồm 23 thành viên, do Phó thủ tướng Lê Minh Khái làm Trưởng ban. Linh cữu Lê Văn Thành được quàn tại Trung tâm Hội nghị Thành phố Hải Phòng, số 18 Hoàng Diệu, quận Hồng Bàng, thành phố Hải Phòng. Lễ viếng được tổ chức vào 9 giờ sáng ngày 24 tháng 8 năm 2023 đến 7 giờ sáng ngày 26 tháng 8 năm 2023, sau đó lễ truy điệu bắt đầu vào 7 giờ sáng cùng ngày. Lễ đưa tang và lễ an táng sau đó diễn ra trước 11 giờ trưa ngày 26 tháng 8 năm 2023 tại nghĩa trang quê nhà ở xã Tân Liên, huyện Vĩnh Bảo, thành phố Hải Phòng.

## Vinh danh
- Huân chương Lao động hạng Nhì, hạng Ba[16]
- Chiến sĩ thi đua toàn quốc[16]
- Bằng lao động sáng tạo của Tổng Liên đoàn Lao động Việt Nam[16]